# Państwowe Liceum i Gimnazjum im. Franciszka Karpińskiego w Śniatynie
Państwowe Liceum i Gimnazjum im. Franciszka Karpińskiego w Śniatynie – polska szkoła z siedzibą w Śniatynie w okresie II Rzeczypospolitej, od 1938 o statusie gimnazjum i liceum ogólnokształcącego.

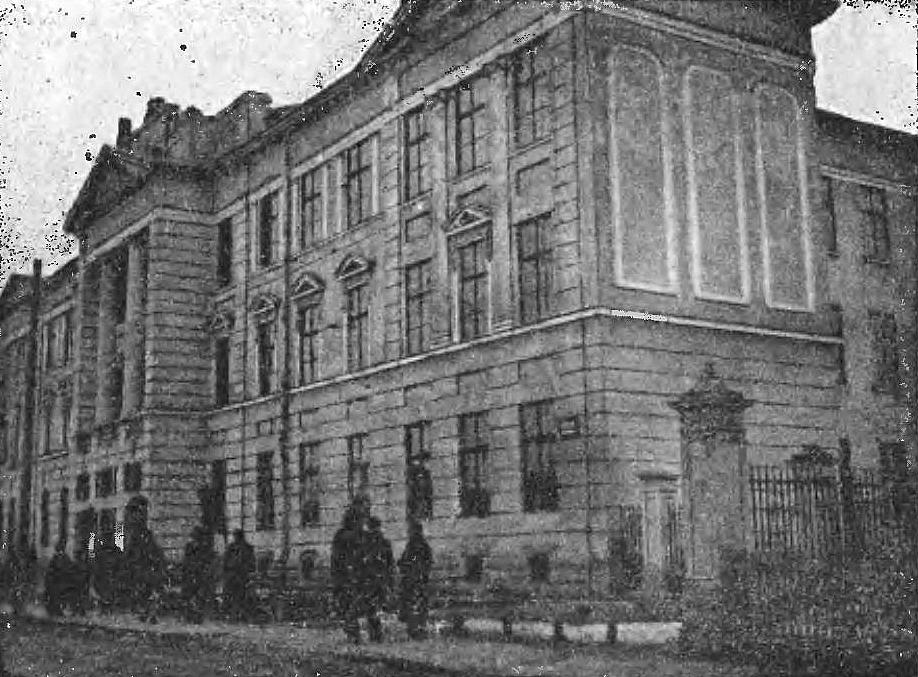
Gmach Państwowego Gimnazjum im. Franciszka Karpińskiego w Śniatynie (ok. 1930)

## Historia
Pierwotnie w okresie zaboru austriackiego od 1859 działała w mieście niższa szkoła realna, a w 1903 została założona c. k. szkoła realna w Śniatynie.
Od początku istnienia szkoła działała w budynku przekazanym przez magistrat miejski, a w 1908 funkcjonowała w nowym gmachu przy ulicy Średniej. Gmach, wybudowany pierwotnie przez gminę, w 1920 został przekazany Skarbowi Państwa.
Po odzyskaniu przez Polskę niepodległości władze II Rzeczypospolitej przekształciły zakład ze szkoły realnej w gimnazjum państwowe w roku szkolnym 1921/1922. W połowie lat 20. szkoła była prowadzona w typie matematyczno-przyrodniczym. W 1926 w gimnazjum prowadzono osiem klas w tyluż oddziałach, w których uczyło się 247 uczniów płci męskiej i 44 płci żeńskiej.
Zarządzeniem Ministra Wyznań Religijnych i Oświecenia Publicznego Wojciecha Świętosławskiego z 23 lutego 1937 „Państwowe Gimnazjum im. Franciszka Karpińskiego w Śniatynie” zostało przekształcone w „Państwowe Liceum i Gimnazjum im. Franciszka Karpińskiego w Śniatynie” (państwową szkołę średnią ogólnokształcącą, złożoną z czteroletniego gimnazjum i dwuletniego liceum), a po wejściu w życie tzw. reformy jędrzejewiczowskiej szkoła miała charakter koedukacyjny, a wydział liceum ogólnokształcącego był prowadzony w typie humanistycznym łączonym z przyrodniczym.

## Dyrektorzy
- Edmund Grzębski (1903-1908)[7][3]
- ks. Michał Borowy tymcz. (1908)[3]
- inż. Hilary Hołubowicz (X.1908-II.1914†)[3]
- ks. Michał Borowy (1914-)[3]
- Franciszek Vogl (V.1918-1920)[3]
- ks. Michał Borowy (lata 20.)[3][2]
- Władysław Cichocki (do 30 VI 1934)[8][9]
- Władysław Piskozub (od 1934[10] do 1936[11][12]
- Jan Piskozub (od 1936[11])

## Nauczyciele
- Antoni Gołkowski
- Eugeniusz Grzędzielski

## Uczniowie i absolwenci
- Maksymilian Lityński – oficer
- Adam Treszka – działacz emigracyjny (1930)